# Pedro Garfias
Pedro Garfias Zurita (Salamanca, Espanha, 20 de maio de 1901 – Monterrey, México, 9 de agosto de 1967) foi um poeta espanhol, pertencente à Geração de 1927, sendo considerado, junto a Guillermo de Torre, Juan Larrea e Gerardo Diego, um dos maiores defensores e impulsionadores das vanguardas literárias na Espanha, tendo assinado o Manifesto Ultraísta e, posteriormente, se dedicado a formas mais convencionais como o Haikai.